# Lichenochora thallina
Lichenochora thallina är en lavart som först beskrevs av Mordecai Cubitt Cooke, och fick sitt nu gällande namn av Hafellner 1989. Lichenochora thallina ingår i släktet Lichenochora, ordningen Phyllachorales, klassen Sordariomycetes, divisionen sporsäcksvampar och riket svampar.   Inga underarter finns listade i Catalogue of Life.